# ビュロー郡 (イリノイ州)
ビュロー郡（英: Bureau County）は、アメリカ合衆国イリノイ州の北部に位置する郡である。2010年国勢調査での人口は34,978人であり、2000年の35,503人から1.5％減少した。郡庁所在地はプリンストン市（人口7,660人）であり、同郡で人口最大の都市でもある。
ビュロー郡はオタワ・ストリーター小都市圏に属している。郡内にヘネピン運河パークウェイ州立公園がある。

## 歴史
ビュロー郡は1837年にパットナム郡から分離して設立された。郡名はマイケル・ビュローあるいはピエール・ビュローに因んで名付けられた。彼等の姓はおそらく「ベロー」だったが、地元原住民は"l" の発音が難しくて"r" に変わった。ベロー兄弟の1人あるいは双方が1776年から1780年まであるいは1790年までビッグビュロー・クリークのイリノイ川に注ぐ場所近くで交易基地を運営していた。
アメリカ合衆国中西部の他地域の多くと同様に、ビュロー郡は地下鉄道の1つの「線」だった。プリンストンのオーウェン・ラブジョイの家など郡全体に「駅」があった。

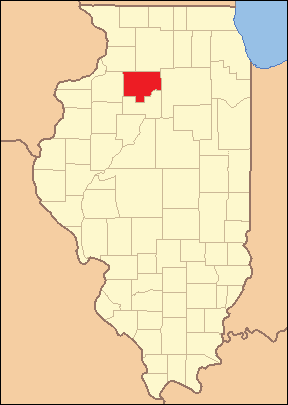
1837年郡創設時の郡領域、現在まで変わっていない

## 地理
アメリカ合衆国国勢調査局に拠れば、郡域全面積は873.50平方マイル (2,262.4 km2)であり、このうち陸地869.03平方マイル (2,250.8 km2)、水域は4.47平方マイル (11.6 km2)で水域率は0.51％である。水域の最大のものはビッグビュロー・クリークである。

### 主要高規格道路
- 州間高速道路80号線
- 州間高速道路180号線
- アメリカ国道6号線
- アメリカ国道34号線
- イリノイ州道26号線
- イリノイ州道29号線
- イリノイ州道40号線
- イリノイ州道89号線
- イリノイ州道92号線

### 隣接する郡
- リー郡 - 北
- パットナム郡 - 南東
- ラサール郡 - 東
- マーシャル郡 - 南
- スターク郡 - 南西
- ヘンリー郡 - 西
- ホワイトサイド郡 - 北西

## 気候と気象
近年、郡庁所在地であるプリンストン市の平均気温は1月の14°F (-10 ℃) から7月の85°F (29 ℃) まで変化している。過去最低気温は1996年2月に記録された-22°F (-30 ℃) であり、過去最高気温は1988年6月に記録された102°F (39 ℃) である。月間降水量は2月の1.48インチ (38 mm) から8月の4.76インチ (121 mm) まで変化している。

## 人口動態

2000人口ピラミッド

以下は2000年国勢調査による人口統計データである。
| 基礎データ - 人口: 35,503人 - 世帯数: 14,182 世帯 - 家族数: 9,884 家族 - 人口密度: 16人/km2（41人/mi2） - 住居数: 15,331軒 - 住居密度: 7軒/km2（18軒/mi2） 人種別人口構成 - 白人: 96.79% - アフリカン・アメリカン: 0.33% - ネイティブ・アメリカン: 0.17% - アジア人: 0.51% - 太平洋諸島系: 0.03% - その他の人種: 1.28% - 混血: 0.88% - ヒスパニック・ラテン系: 4.88% 先祖による構成 - ドイツ系：27.7％ - アイルランド系：10.5％ - イギリス系：10.1％ - イタリア系：10.1％ - アメリカ人：6.6％ - スウェーデン系：6.2％ 言語による構成 - 英語：95.2％ - スペイン語：3.4％ | 年齢別人口構成 - 18歳未満: 24.7% - 18-24歳: 7.4% - 25-44歳: 26.2% - 45-64歳: 23.8% - 65歳以上: 17.7% - 年齢の中央値: 40歳 - 性比（女性100人あたり男性の人口） - 総人口: 94.4 - 18歳以上: 91.5 世帯と家族（対世帯数） - 18歳未満の子供がいる: 30.7% - 結婚・同居している夫婦: 58.1% - 未婚・離婚・死別女性が世帯主: 8.0% - 非家族世帯: 30.3% - 単身世帯: 27.0% - 65歳以上の老人1人暮らし: 14.0% - 平均構成人数 - 世帯: 2.47人 - 家族: 2.99人 収入と家計 - 収入の中央値 - 世帯: 40,233米ドル - 家族: 48,488米ドル - 性別 - 男性: 35,690米ドル - 女性: 21,315米ドル - 人口1人あたり収入: 19,542米ドル - 貧困線以下 - 対人口: 7.3% - 対家族数: 5.4% - 18歳未満: 9.8% - 65歳以上: 6.0% |

## 郡区
ビュロー郡は下記25の郡区に分割されている。
| - アリスピー - ベアリン - ビュロー - クラリオン - コンコード | - ドーバー - フェアフィールド - ゴールド - グリーンビル - ホール | - インディアンタウン - ラモイル - リーパータウン - メイコン - マンリウス | - ミロ - ミネラル - ネポンセット - オハイオ - プリンストン | - セルビー - ウォルナット - ウェストフィールド - ウィートランド - ワイアネット |

## 都市と町
| - アーリントン - ブダ - ビュロージャンクション - チェリー - ダルゼル - 小部分がラサール郡 | - デピュー - ドーバー - ホロウェイビル - ラモイル - ラッド | - マルデン - マンリウス - ミネラル - ネポンセット - ニューベドフォード | - オハイオ - プリンストン - 郡庁所在地 - シートンビル - カスビア - シェフィールド - スプリングバレー | - ティスキルワ - ウォルナット - ワイアネット |